# エアロアールシー
エアロアールシーはタカラトミーから発売されていた小型のトイラジコンカー。ここでは派生モデルのエアロアールシー・ドリフトパッケージライトについても同時に記述する。

## 概要

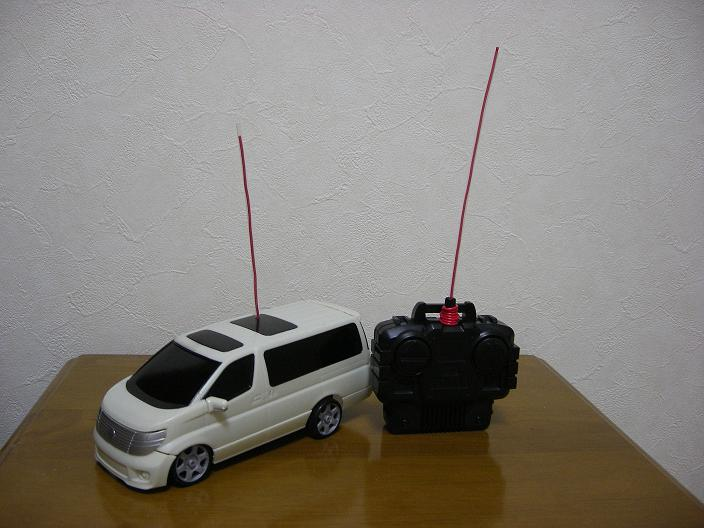
エアロアールシー（日産・E51型2代目エルグランド）

2004年12月に発売された。サイズを極力小さくし、機構を簡略化することによって、定価1,050円(ボディ塗装、組立済モデルは1,575円)と、ラジコンカーとしては低価格となっている。(ただし単3乾電池は別売)。車種ラインナップは主にスポーツカー、ミニバン等が多い。また、ホイールやモーターなどのカスタムパーツも発売しており、また、一部の車種にはエアロパーツも用意されているため、ある程度のカスタマイズを施すことが可能。
2006年には公式ガイドブックも発売された。
2010年頃にはドリフトパッケージライトと共にホームページから消滅した。

## ドリフトパッケージライト
2008年7月よりエアロアールシーの派生モデルとして発売。ラジコンカーのドリフト分野に強いヨコモとの共同開発により、新設計シャーシ、ドリフト専用タイヤ、ホイールタイプコントローラ等が標準で付属する。駆動形式はリア(車軸より前方)モーターによるプロペラシャフト前後輪駆動の4WD。
本製品に付属の延長マウントを使用するとエアロアールシーのボディを搭載可能。(一部車種はボディとタイヤが干渉するため搭載不可)
2010年頃にエアロアールシーと共にホームページから消滅した。
ラインナップ
No.1トヨタ カローラレビン(AE86)
No.2日産　180SX
No.3マツダ　RX-7(FD3S)
No.4日産　スカイラインGT-R(R34)
No.5三菱　ランサーエボリューションIX
No.6日産　シルビア(S15)
No.7スバル　インプレッサWRX STi
No.8マツダ　RX-7(FC3S)
頭文字D マツダ　RX-7(FD3S) 高橋啓介仕様
頭文字D トヨタ　スプリンタートレノ(AE86) 藤原拓海仕様
R01 トヨタ カローラレビン D1仕様
R02 D1 RX-7 RE雨宮
R03 YUKE`S CUSCO TEAM ORANGE ランサーエボリューションIX
DXセット TYPE光　マツダ RX-7(FD3S)
大爆走セット　日産GT-R(R35)